# Lista de trovadores galaico-portugueses
Esta é uma lista de trovadores, jograis e segréis geralmente nascidos nos reinos da Galiza ou Portugal e que escreveram as suas obras usando o idioma galaico-português.
A grande maioria dos autores referidos têm como únicas fontes para as suas trovas os cancioneiros da Ajuda, da Biblioteca Nacional e da Vaticana. Em nenhum desses manuscritos é registada a música dos versos e somente se encontram conservadas algumas obras com notação musical do rei-trovador D. Dinis I (no Pergaminho Sharrer) e do jogral Martim Codax (no Pergaminho Vindel).

## Galegos

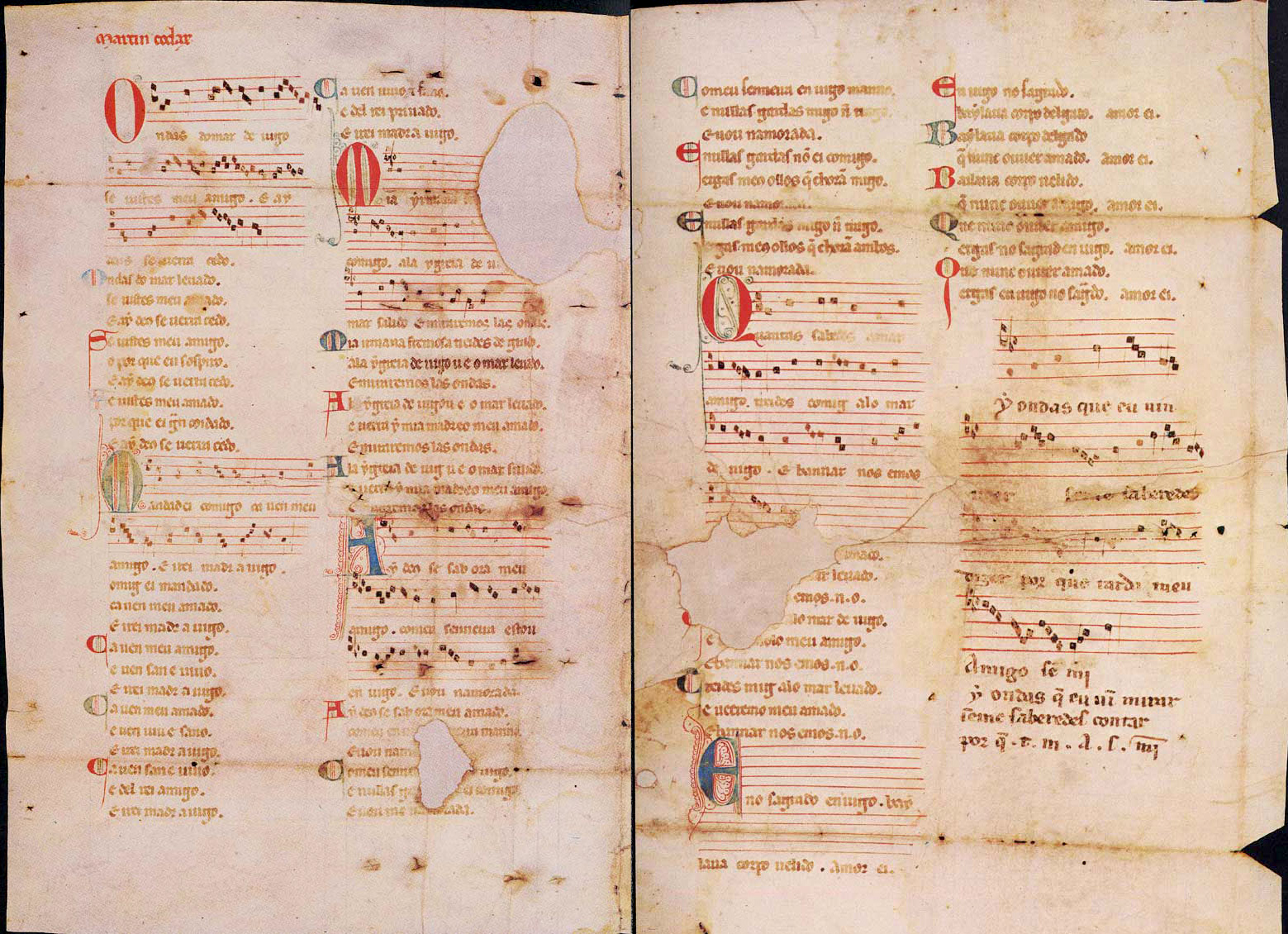
Pergaminho Vindel

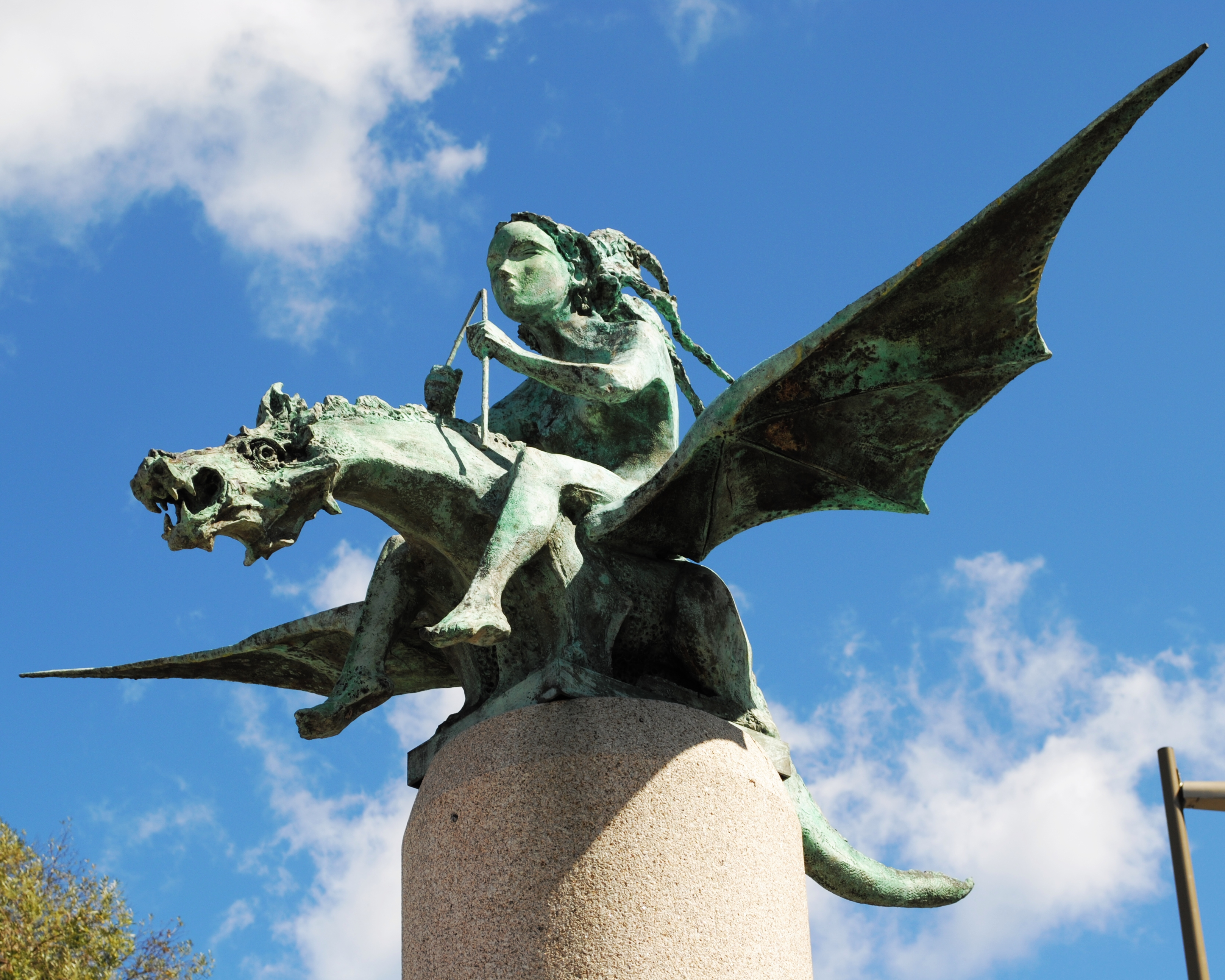
A Fada e o Dragão, idealizada como homenagem a Martim Codax, Pero Meogo, Meendinho e Pai Gomes Charinho.

- Afonso Anes do Cotom (ou Affonso Anes do Coton)
- Afonso Gomes, jograr de Sarria (ou Affonso Gomez)
- Afonso Soares Sarraça (ou Affonso Soarez Sarraça)
- Airas Carpancho (ou Ayras Carpancho)
- Airas Moniz de Asma (ou Ayras Moniz D'asma)
- Airas Nunes (ou Ayras Nunez)
- Airas Pais (ou Ayras Paez)
- Airas Peres Vuitorom (ou Ayras Perez Vuytoron)
- Airas Soares (ou Ayras Soarez)
- Bernal de Bonaval (ou Bernal de Bonavalle)
- Diogo Moniz
- Fernando Esquio (ou Fernand' Esquio)
- Fernão Figueira de Lemos (ou Fernam Figueyra de Lemos)
- Fernão Padrom (ou Fernam Padrom)
- Fernão Pais de Tamalhancos (ou Fernam Paez de Tamalhancos)
- Golparro
- João Airas de Santiago (ou Joham Ayras de Santiago)
- João de Cangas (ou Joham de Cangas)
- João de Requeixo (ou Joham de Requeixo)
- João Fernandes de Ardeleiro (ou Joham Fernandez D'Ardeleyro)
- João Lopes de Ulhoa (ou Joham Lopez D'Ulhoa)
- João Nunes Camanês (ou Joham Nunez Camanez)
- João Romeu de Lugo (ou Joham Romeu de Lugo)
- João Servando (ou Joham Servando)
- João Velaz
- Juião
- Juião Bolseiro (ou Juyão)
- Lopo
- Lopo Lias
- Macías o Namorado
- Martim Anes Marinho (ou Martin Anez Morinho)
- Martim Campina (ou Martin Campina)
- Martim Codax (ou Martin Codax)
- Martim de Ginzo (ou Martin de Ginzo)
- Martim Moxa (ou Martin Moxa)
- Martim Padrozelos (ou Martin Padrozelos)
- Mendinho (ou Meendinho)
- Nuno Anes Cerzeo
- Nuno Fernandes de Mirapeixe (ou Nuno Fernandez de Mirapeyxe)
- Nuno Fernandes Torneol (ou Nuno Fernandez Torneol)
- Nuno Trez (ou Nuno Treez)
- Osoiro Anes (ou Osoyr' Anes)
- Paio de Cana (ou Pae de Cana)
- Paio Gomes Charinho (ou Pae Gomez Charinho)
- Paio Soares de Taveirós (ou Paay Soarez de Taveiroos)
- Pedro Amigo de Sevilha (ou Pedr' Amigo de Sevilha)
- Pedro Anes Solaz (ou Pedr' Anez Solaz)
- Pero Anes Marinho
- Pero da Ponte
- Pero de Armea (ou Pero D'Armea)
- Pero de Berdia
- Pero Garcia de Ambroa (ou Pero Garcia D'Ambroa)
- Pero Meogo
- Pero Pais Bazaco
- Pero Velho de Taveirós (ou Pero Velho de Taveiroos)
- Pero Viviães (ou Pero Vyvyaez)
- Rui Fernandes de Santiago (ou Roy Fernandez de Santiago)
- Rui Pais de Ribela (ou Roy Paez de Ribela)
- Sancho Sanches (ou Sancho Sanchez)

## Portugueses

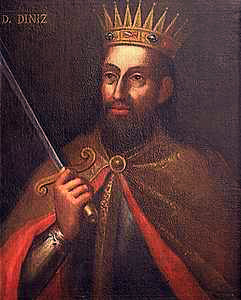
O rei Dinis I de Portugal

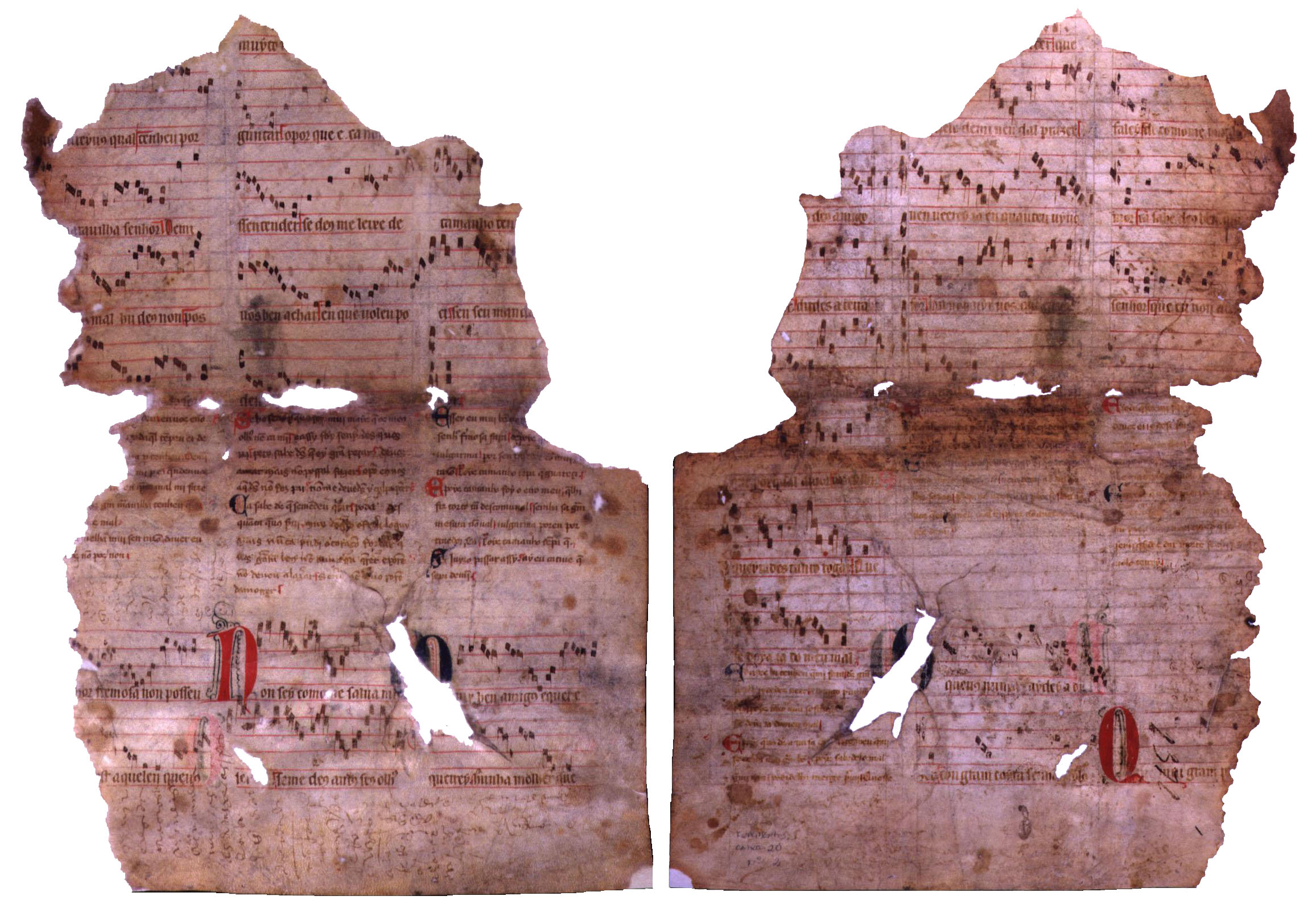
Pergaminho Sharrer

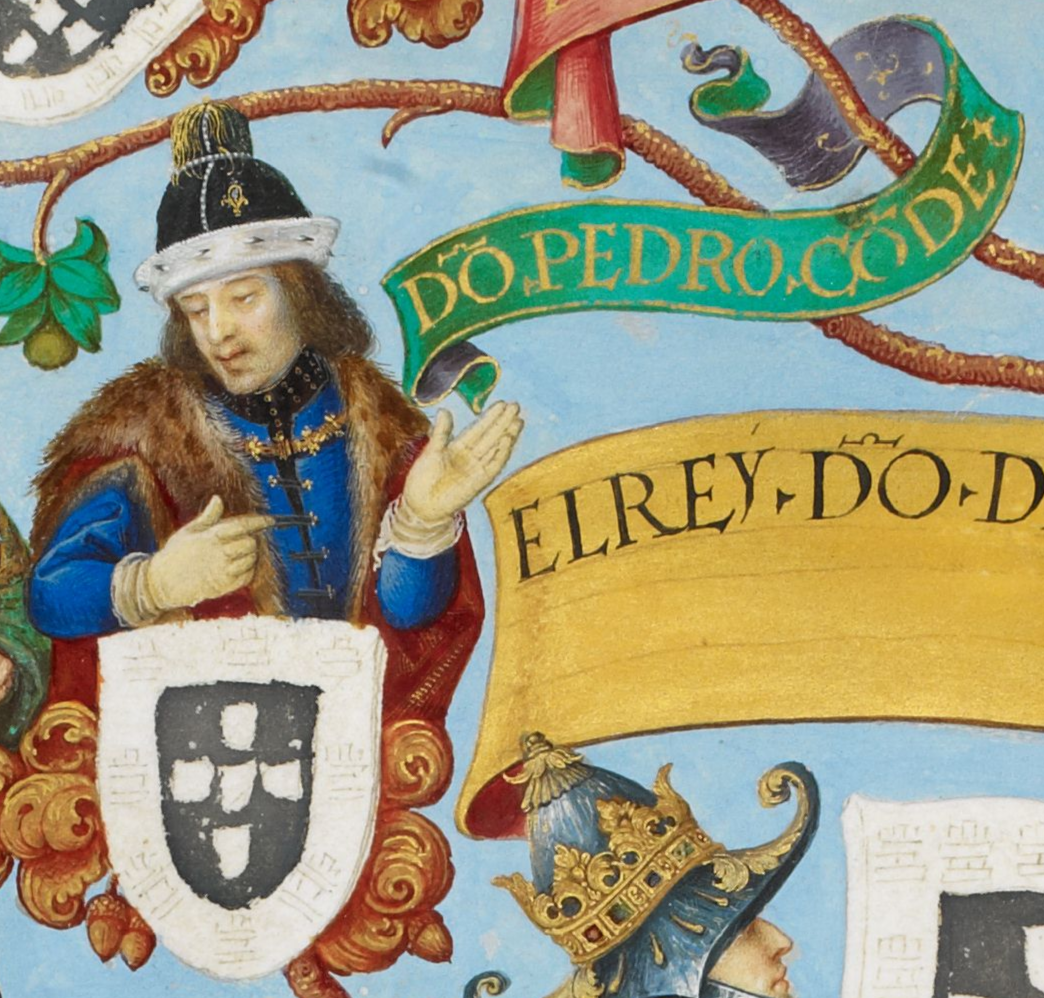
Pedro Afonso, conde de Barcelos

- Afonso Fernandes Cubel (ou Affonso Fernandez Cubel)
- Afonso Lopes de Baião (ou Affonso Lopez de Bayam)
- Afonso Mendes de Besteiros (ou Affonso Meendez de Besteyros)
- Afonso Pais de Braga (ou Affonso Paez de Bragaa)
- Afonso Sanches (ou Affonso Sanchez)
- Airas Engeitado (ou Ayras Engeytado)
- Airas Veaz (ou Ayras Veaz)
- Dinis I de Portugal (ou Deniz)
- Estêvão Coelho (ou Estevam Coelho)
- Estêvão da Guarda (ou Estevam da Guarda)
- Estêvão Fernandes Barreto (ou Estevam Fernandiz Barreto)
- Estêvão Fernandes d'Elvas (ou Estevam Fernandiz d'Elvas)
- Estêvão Peres Froião (ou Estevam Perez Froyam)
- Estêvão Reimondo (ou Estevam Reimondo)
- Estêvão Travanca (ou Estevam Travanca)
- Fernão Fernandes Cogominho (ou Fernam Fernandez Cogominho)
- Fernão Garcia Esgaravunha (ou Fernam Garcia Esgaravunha)
- Fernão Gonçalves de Seabra (ou Fernam Gonçalvez de Seavra)
- Fernão Rodrigues de Calheiros (ou Fernam Rodriguez de Calheyros)
- Fernão Rodrigues Redondo (ou Fernam Rodriguez Redondo)
- Garcia Mendes de Eixo (ou Garcia Meendiz d'Eixo)
- Garcia Soares (ou Garcia Soares)
- Gil Peres Conde (ou Gil Perez Conde)
- Gil Sanches (ou Gil Sanchez)
- Gonçalo Anes do Vinhal
- Gonçalo Garcia
- João de Gaia (ou Joham de Gaya)
- João Garcia de Guilhade (ou Joham Garcia de Guylhade)
- João Lobeira (ou Joham Lobeyra)
- João Mendes de Briteiros (ou Joham Meendez de Briteyros)
- João Peres de Aboim (ou Joham Perez D'Avoym)
- João Soares Coelho (ou Joham Soarez Coelho)
- João Soares de Paiva (ou Joham Soarez de Payva)
- João Soares Somesso (ou Joham Soayrez Somesso)
- João Velho de Pedrogães (ou Joham Velho)
- João Zorro (ou Joham Zorro)
- Josepe (ou Josep)
- Lourenço
- Martim Peres Alvim (ou Martin Perez Alvym)
- Martim Soares (ou Martym Soares)
- Mem Rodrigues de Briteiros (ou Meen Rodriguez de Briteyros)
- Mem Vasques de Folhente (ou Meen Vaasquez de Folhente)
- Nuno Peres Sandeu (ou Nuno Perez Sandeu)
- Pedro, conde de Barcelos (ou Pedro de Portugal)
- Pedro de Ornelas (ou Pero D'Ornelas)
- Pedro Gomes Barroso (ou Pero Gomez Barroso)
- Pedro Gonçalves de Portocarreiro (ou Pero Gonçalvez de Portocarreyro)
- Pedro Guterres (ou Pero Goterrez)
- Pedro Larouco
- Pedro Mafaldo
- Pedro Martins (ou Pero Martĩinz)
- Pedro Mendes da Fonseca (ou Pero Meendez da Fonseca)
- Pedro Rodrigues de Palmeira
- Reimon Gonçalves (ou Reymom Gonçalvis)
- Rodrigo Anes de Alvares (ou Rodrigo Anes D'Alvaris)
- Rodrigo Anes de Vasconcelos (ou Rodriguo Anes de Vasconçelhos)
- Rodrigo Anes Redondo (ou Rodrig' Ianes Redondo)
- Rui Gomes de Briteiros (ou Roy Gomez de Breteyros)
- Rui Gomes, o Freire (ou Roy Gomez)
- Rui Martins de Ulveira (ou Roy Martĩiz D'Ulveyra)
- Rui Martins do Casal (ou Roy Martĩiz do Casal)
- Rui Queimado (ou Roy Queimado)
- Sancho I de Portugal
- Vasco Gil (ou Vaasco Gil)
- Vasco Martins de Resende (ou Vaasco Martĩiz)
- Vasco Peres Pardal (ou Vaasco Perez)
- Vasco Praga de Sandim (ou Vaasco Praga de Sendin)
- Vasco Rodrigues de Calvelo (ou Vaasco Rodrigues de Calvelo)
- Vidal

## Bascos
- Lope Díaz de Haro

## Castelhanos
- Afonso X (ou Affonso de Leon)

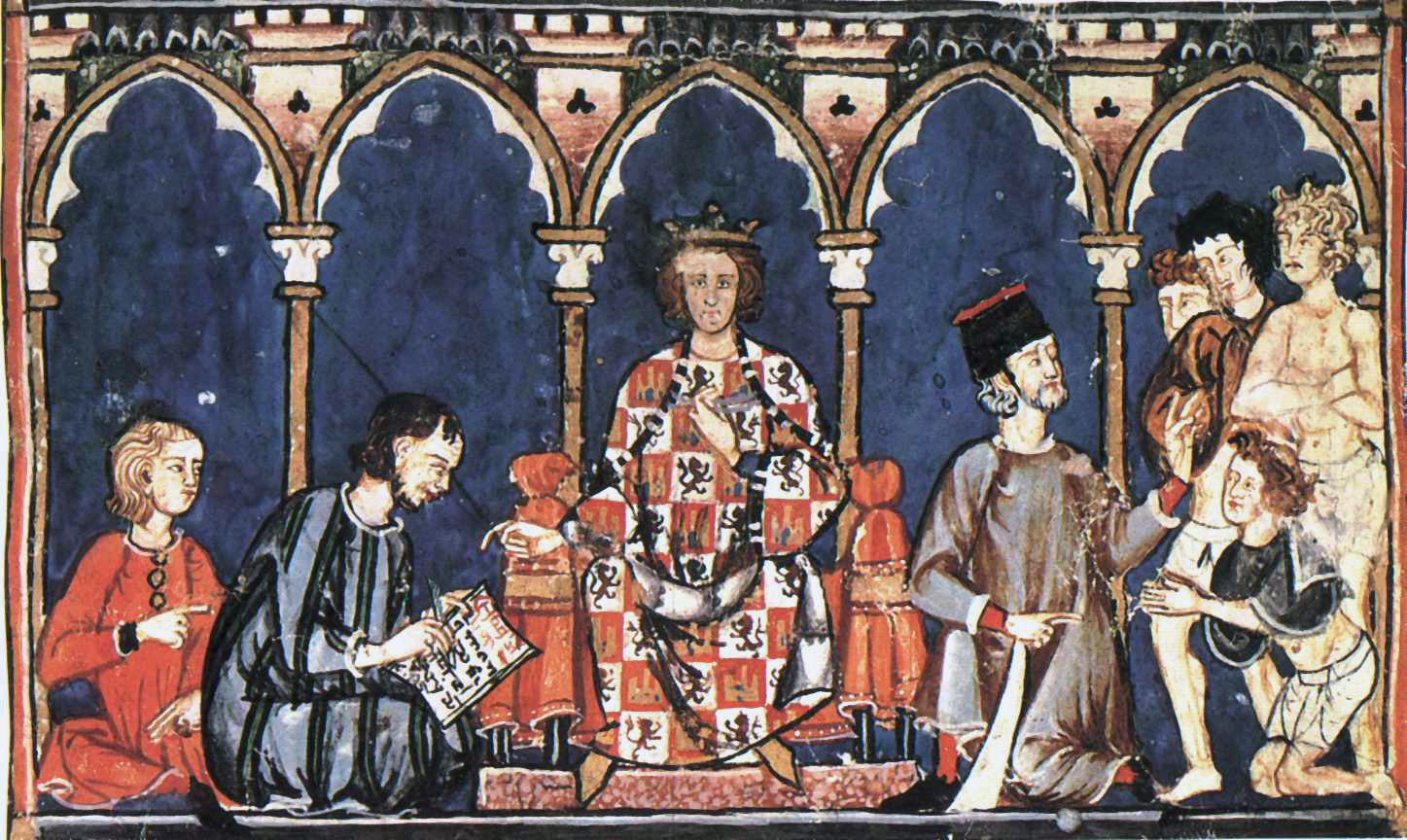
Afonso X de Leão e Castela.

- Afonso Fernandes Cebolhilha (ou Affonso Fernandez Cebolhilha)
- Alfonso Álvarez de Villasandino
- Garcia Peres (ou Garcia Perez)
- Gomes Garcia (ou Gomez Garcia)
- João Vasques de Talaveira (ou Joham Vaasquiz)
- Mem Rodrigues Tenoiro (ou Meen Rodriguez Tenoyro)
- Pero Ferrús
- Pero Garcia Burgalês (ou Pero Garcia Burgales)
- Rui Dias de los Cameros

## Leoneses
- Fernão Soares de Quinhones (ou Fernam Soarez de Quinhones)
- João, jograr (ou Joham)
- Rui Martins / Rui Tonso Cantom (ou Rui Martĩiz / Rui Tonso Canton)

## Occitanos
- Bonifaci Calvo
- Picandom (ou Pincandon)
- Raimbaut de Vaqueiras (ou Raimbaut de Vaqueyras)

## Origem incerta
- Abril Peres (ou Abril Perez)
- Caldeirom (ou Caldeyron)
- Diego Pezelho (ou Diogo Peezelho)
- Estêvão Faião (ou Estevam Faiam)
- Fernão do Lago (ou Fernam do Lago)
- Fernão Froiaz (ou Fernam Froyaz)
- Fernão Velho (ou Fernam Velho)
- Galisteu Fernandes (ou Galisteu Fernandiz)
- Garcia Martins (ou Garcia Martĩins)
- João Baveca (ou Joham Baveca)
- João Garcia (ou Joham Garcia)
- Martim (ou Martin)
- Martim de Caldas (ou Martin de Caldas)
- Mem Pais (ou Meen Paez)
- Nunes
- Nuno Rodrigues de Candarei (ou Nuno Rodrigues de Candarey)
- Nuno Porco
- Paio Calvo (ou Pae Calvo)
- Pero de Ver (ou Pero de Veer)